# Flaugeac
Flaugeac (tiếng Occitan là Flaujac) là một xã của Pháp, nằm ở tỉnh Dordogne trong vùng Aquitaine của Pháp.
Flaugeac có diện tích 7,35 km2, dân số năm 2004 là 280 người. Flaugeac nằm ở khu vực có độ cao trung bình 156 m trên mực nước biển.

## Thông tin nhân khẩu
| Năm    | 1962 | 1968 | 1975 | 1982 | 1990 | 1999 | 2004 |
| ------ | ---- | ---- | ---- | ---- | ---- | ---- | ---- |
| Dân số | 201  | 238  | 184  | 180  | 196  | 250  | 280  |